# Ruthmilda Larmonie-Cecilia
Ruthmilda Daniela (Mimi) Larmonie-Cecilia (3 januari 1960) is een Curaçaos politica en lid van het parlement van Curaçao. Zij was voorheen minister van Sociale Ontwikkeling, Arbeid en Welzijn van Curaçao (SOAW) en vicepremier van het Kabinet-Pisas II. Zij bekleedde hetzelfde ambt in drie kabinetten en was daarvoor minister van Bestuur, Planning en Dienstverlening en kortstondig minister van Verkeer, Vervoer en Ruimtelijke Ordening. Sinds 14 juni 2018 is zij partijleider van de Partido Nashonal di Pueblo (PNP).

## Biografie
Larmonie-Cecilia studeerde van 1999 tot 2004 Antiliaans recht en rechten aan de Universiteit van de Nederlandse Antillen in Willemstad. In diezelfde periode werkte ze bij het Centraal Bureau voor Personeelszaken en vanaf 2000 als junior-beleidsmedewerker bij het Ministerie van Binnenlandse Zaken in Curaçao. Na haar afstuderen werkte ze als jurist en later als Hoofd Toezicht bij de Arbeidszorg en vanaf 2010 bij de Directie Wetgeving en Juridische Zaken.
Ze was namens Pueblo Soberano van 24 tot 30 maart 2017 Minister van Verkeer, Transport en Ruimtelijke Planning in het kabinet-Pisas I. Daarvoor was ze Minister van Bestuur, Planning en Dienstverlening in het Kabinet-Koeiman, en daarvoor was zij van augustus 2014 Minister van Sociale Ontwikkeling, Arbeid en Welzijn (SOAW) in de kabinetten Asjes,  Whiteman I en Whiteman II.
Larmonie-Cecilia volgde Ben Whiteman op die, als minister van Gezondheid tijdelijk de functie van minister van Sociale Ontwikkeling, Arbeid en Welzijn had waargenomen nadat Pueblo Soberano Jeanne-Marie Francisca naar huis had gestuurd.
Na de val van de regering Koeiman werd ze formateur van de interim-regering Pisas. Ze trad na een week al weer af, nadat de Rijksministerraad de bevoegdheid voor het organiseren van de verkiezingen bij de Gouverneur van Curaçao had belegd om te voorkomen dat de Regering-Pisas de verkiezingen zou afgelasten. Larmonie-Cecilia verklaarde dat ze geen deel uit wilde maken van een regering met Nederlandse inmenging, en trad af.
In 2017 verliet ze Pueblo Soberano om toe te treden tot de Partido Nashonal di Pueblo. Toen partijleider Humphrey Davelaar begin juni 2018 opstapte, stelde ze zich kandidaat voor de opvolging. Bij een stemming onder de leden versloeg ze de oud-gedeputeerde Gimena van der Gen.
Nadat de MPK en de PNP een coalitie vormden, werd het kabinet-Pisas II gevormd. Sinds 10 juni 2021 bekleedde zij opnieuw de functie van minister van Sociale Ontwikkeling, Arbeid en Welzijn en was zij vicevoorzitter II in het kabinet. Op 21 augustus 2024 diende zij haar ontslag in nadat de gehele MFK-fractie in de Staten van Curaçao het vertrouwen had verloren in de parlementariërs Sheldry Osepa en Gwendell Mercelina van de PNP. Twee dagen later maakte Larmonie bekend dat ze lid werd van de oppositie in het parlement als opvolger van Elvin Gerard, die de functie van fractiemedewerker op zich had genomen.